# Toine van Hoof
Toine van Hoof – holenderski brydżysta.
Toine van Hoof w latach 2003..2005 był niegrającym kapitanem reprezentacji Holandii. Jest autorem książek brydżowych.

## Wyniki brydżowe

### Zawody europejskie
W europejskich zawodach zdobył następujące lokaty:
| Zawody europejskie. Konkurencja teamów | Zawody europejskie. Konkurencja teamów | Zawody europejskie. Konkurencja teamów  | Zawody europejskie. Konkurencja teamów | Zawody europejskie. Konkurencja teamów | Zawody europejskie. Konkurencja teamów |
| Rok                                    | Miejsce                                | Zawody                                  | Kategoria                              | Drużyna                                | Pozycja                                |
| -------------------------------------- | -------------------------------------- | --------------------------------------- | -------------------------------------- | -------------------------------------- | -------------------------------------- |
| 2003                                   | Mentona                                | 1 Otwarte Mistrzostwa Europy            | Open                                   | Net Jansma                             | 52                                     |
| 1979                                   | Lozanna                                | 34 Mistrzostwa Europy Teamów            | Open                                   | Netherlands                            | 14                                     |
| 1976                                   | Lund                                   | 5 Młodzieżowe Mistrzostwa Europy Teamów | Juniorzy                               | Netherlands                            | 3                                      |

| Zawody europejskie. Konkurencja par | Zawody europejskie. Konkurencja par | Zawody europejskie. Konkurencja par | Zawody europejskie. Konkurencja par | Zawody europejskie. Konkurencja par | Zawody europejskie. Konkurencja par |
| Rok                                 | Miejsce                             | Zawody                              | Kategoria                           | Partner                             | Pozycja                             |
| ----------------------------------- | ----------------------------------- | ----------------------------------- | ----------------------------------- | ----------------------------------- | ----------------------------------- |
| 1997                                | Haga                                | 9 Mistrzostwa Europy Par            | Open                                | Herman Feiters                      | 82                                  |